# Тульський пряник
Ту́льский пря́ник — регіональний різновид друкованого пряника, найвідоміший вид російських пряників. Належить до сувенірних солодощів.

## Опис
Як правило, тульський пряник має вигляд прямокутної плитки або пласкої фігури. Зазвичай містить начинку з повидла або згущеного молока. 

## Історія

### У царській Росії
Перша письмова згадка про тульський пряник датована 1685 роком, але, за словами істориків, на Русі ця насолода з'явилася приблизно століттям раніше. Пряники тоді робили майже у всіх російських містах та селах. Однак саме в Тулі процес довели до досконалості і практично звели в мистецтво. Десерт користувався популярністю, солодощі продавали на будь-який смак: заварні, медові, вершкові, фруктові, м'ятні та навіть гірчичні.
Форми для випікання пряників виготовляли з дерев'яних дощечок, вирізали їх з липи груші або берези, а потім сушили і вирізали на них візерунок у дзеркальному відображенні. Тісто занурювали у форму і спресовували, доки не отримували відбиток орнаменту - досі пряники з візерунками називаються друкованими. Там зображували місцеві пам'ятки, замальовки з життя. Кожен кондитер мав свої пряникові форми, і знаюча людина могла впізнати майстра, просто глянувши на товар.
Найзнаменитішим пряником Тульської губернії був купецьВасиль Гречихин: його цінували і в Росії, і за кордоном. Він представив двопудовий пряник власного виробництва на Всесвітня виставка (1889 | Всесвітній виставці в Парижі 1889 року) і отримав Гран-прі. А через 11 років, знову приїхавши до Франції на виставку, організував торгівлю солодощами недалеко від Ейфелева вежа Ейфелевої вежі в павільйоні, повністю зробленому з пряників. До 300-річчя будинку Романових купець випустив ласощі, кожне з яких запакував у скриню із замочком. А пізніше на його фабриці зробили пряник із зображенням карти Тули.
Всього в останнє десятиліття перед революцією в Тулі вважалося 17 пряникових виробників. Серед них, крім Гречихіна, найбільшими пряничниками, які продавали свої вироби далеко за межі Тули і навіть за кордон, були:
- Михайло Григорович Білолипецький та 5 його синів,
- Гусєв,
- Василь Євлампійович Сєріков родом з-під Алексина, чия фабрика була заснована в 1881 року,
- Іван Олексійович Скворцов,
- Петро Іванович Козлов, зять І. А. Скворцова, який створив потім окреме підприємство,
- Семен Кузьмін,
- Андрій Васильович Полєтаєв,
- Сушкін,
- Трухачов,
- Ілля Шаболовський,
- Костянтин Іванович Щукін,
- Панчохи.

У 1920-ті роки підприємства Гречихіна, Серікова та Скворцова були об'єднані та перетворені на фабрику «Стара Тула» (на базі колишньої фабрики Серікова). Під цією назвою вона існує до теперішнього часу.
Майстри-пряничники зберігали рецепти в таємниці та передавали у спадок. Одним із секретів тульських майстрів було те, що при зважуванні продуктів для приготування пряника вони не користувалися гирями, замінюючи їх різновагами (камінцями та шматочками заліза), які теж ховали в затишних місцях. Тому про рецепти найпопулярніших і найсмачніших пряників знали дуже мало хто.

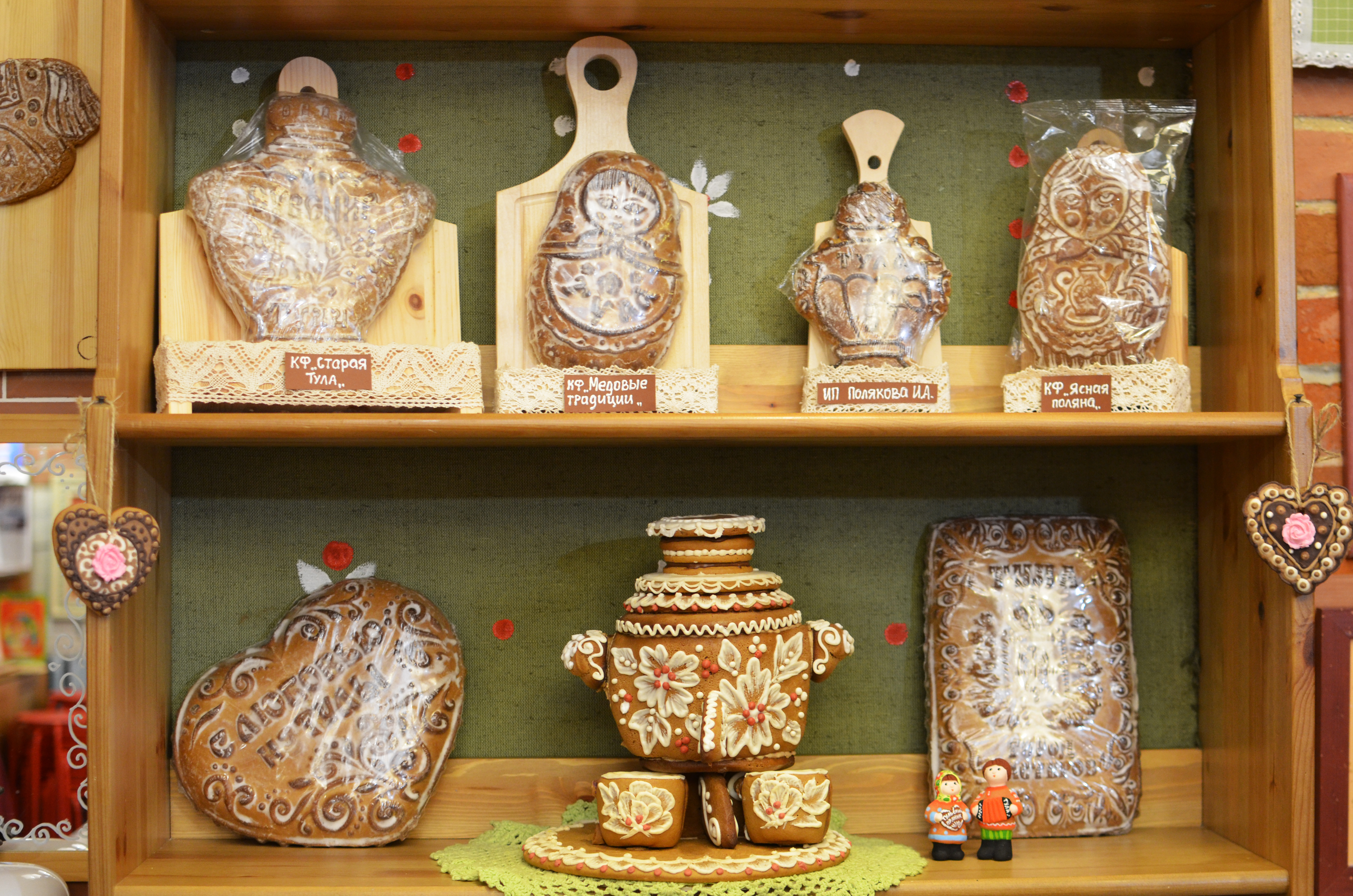
Різновиди пряників

### Радянські роки
Саме тому на початку XX століття пряникове виробництво було під загрозою знищення: після революції майстри або виїхали за кордон або були репресовані. Унікальні традиції тульських пекарів, здавалося, були назавжди втрачені. Збереглася легенда, що відродити традиції у 1930-х роках допоміг Степан Савостьянов — колишній підмайстер «пряничних» купців Гречихиних. Хлопчиськом, одного святкового дня Степан прокрався в майстерню господаря і зважив усі його таємні «різноваги». Так, фактично напівлегальним шляхом, до наших днів дійшов один рецепт тульських пряників — лише один рецепт із багатьох.
Сучасне виробництво пряників у Тулі відновилося з 1954 року. Торішнього серпня цього року в Москве знову відкривалась Всерадянська сільськогосподарська виставка, яка пізніше стане ВДНХ. До відкриття цієї виставки перед тульською харчовою промисловістю було поставлено завдання налагодити випуск тульських пряників. Керівник управління промисловості продовольчих товарів Тульського облвиконкому Давидов, Іван Лукич Іван Лукич Давидов протягом короткого часу знайшов ще живих, але вже досить літніх людей, які до цього займалися випіканням пряників. Було відновлено обладнання для випічки, знайдено старовинні рецепти, на Тульському збройовому заводі виготовлені дерев'яні форми і почалося пробне виробництво. Перші пряники у пекарів не вийшли, а потім уже приблизно через півроку стали вдалими. Коли спекли першу партію доброякісних пряників, повезли в Москву і віддали на пробу міністру промисловості продовольчих товарів СРСР Василию Петровичу Зотову. Той передав їх Анастасу Івановичу Мікояну, на той час працював заступником голови Ради міністрів СРСР.
Анастас Мікоян, у свою чергу, передав частину пряників на дегустацію керівництву країни: першому секретареві ЦК КПРС Хрущов, Микита Сергійович Микиті Сергійовичу Хрущову і главі Уряду СРСР Маленков, Георгій Максиміліанович Георгію Максиміліановичу Маленкову. Оцінка роботи тульських майстрів була найвищою. По-перше, пряники не черствіли дуже довгий час, по-друге, вони, якщо взяти пряник за один кінець, вигиналися, але не ламалися. Дуже смачною була начинка. Вишневе, чорномородинове, малинове, сливове варення було першокласним. Від керівництва СРСР було отримано подяку і дано вказівку найближчим часом налагодити серійне виробництво пряників. Для цього постановою Ради міністрів СРСР Тульської області додатково було виділено з держрезерву необхідну кількість борошна та вершкового масла найвищого гатунку. З того часу відродилася випічка тульських пряників, і вони залишаються візитною карткою міста-героя і всього Тульського краю.

### Сучасність

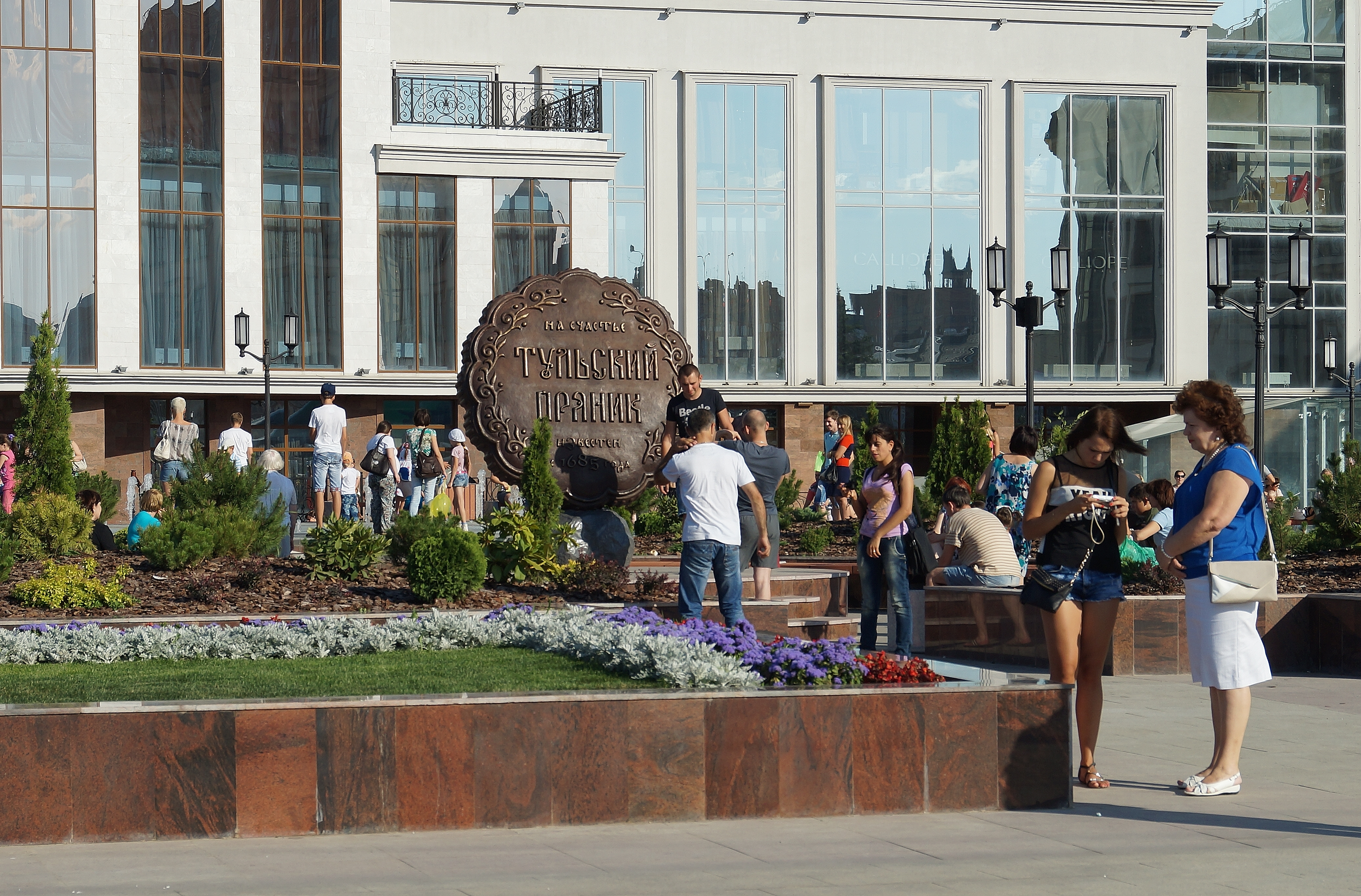
Пам'ятник прянику в Тулі

В даний час тульські пряники виготовляються на тульських фабриках «Тульський пряник заводський», «Стара Тула», «Ясна Поляна», «Медові традиції», в приватних пекарнях ІП Полякова, «Купець Шехватів», «Тулячка», а також дрібніших виробників.
Продукту присвячений музей «Тульський пряник», відкритий в Тулі в 1996 році.
З 2016 року в Тулі проходить фестиваль «День пряника».
Найбільший тульський пряник був виготовлений та внесений до Реєстру рекордів Росії 19 вересня 2019 року. Його вага становила 117 кілограмів, довжина 1,8 м, ширина 1,18 м, висота 0,07 м. Рекорд встановила тульська кондитерська фабрика «Медові традиції».